# Gdzie Cikwiaty
Gdzie Cikwiaty – polska grupa rockowa, powstała w Koszalinie w 1991 roku. Po zmianach składu, w 1992 zespół tworzyli: Jacek Barzycki (śpiew, gitara), Paweł Pałaszewski (gitara), Krzysztof Kropisz (gitara basowa) i Tomasz Szeląg (perkusja). Zespół brał udział w konkursie Marlboro Rock-in'93 i konkursie Anteny Polskiej Le Printemps de Bourges, w obu konkursach dochodząc do finału. W 1994 występował na koncertach Wielkiej Orkiestry Świątecznej Pomocy i wziął udział w kolejnej edycji Marlboro Rock-in, tym razem zdobywając główną nagrodę, którą był kontrakt z wytwórnią Izabelin Studio. Jesienią tego roku ukazał się debiutancki album „Gdzie Cikwiaty” z muzyką inspirowaną nurtem grunge i twórczością Black Sabbath i Led Zeppelin. W 1995 zespół wystąpił na Sopot Rock Festival i festiwalu „Odjazdy” w Katowicach. W 1999 ukazał się drugi album „Blisko”, wydany przez Koch International, nagrany w składzie Barzycki, Kropisz, Lech Weiss (gitara) i Bartosz Grudziński (perkusja). Trzeci album „10th”, został wydany w 2001, nakładem Antena Pro Jacek Barzycki. W 2011 ukazał się składankowy album „The Best of Gdzie Cikwiaty”, wydany przez BlackKay.

## Dyskografia
- 1994 – Gdzie Cikwiaty
- 1999 – Blisko
- 2001 – 10th
- 2011 – The Best of Gdzie Cikwiaty